# Éioneus
Éioneus (latinsky Eioneus) je postava řecké mytologie.
Jeho dcera Dia se měla provdat za Ixióna, syna lapithského krále Flegya. Budoucí zeť slíbil za nevěstu bohaté dary, avšak když pozval Éionea na hostinu a k vyzvednutí darů, přichystal na něj past: před palácem vykopal jámu, do ní navršil hromadu žhavého dřevěného uhlí, do té jámy Éioneus spadl a uhořel.
To vyvolalo velký hněv bohů, včetně nejvyššího boha Dia. Ten mu však chtěl dát ještě šanci k očištění od viny a pozval ho k sobě do paláce. Jenže Ixión se nemínil kát, naopak chtěl svést Diovu manželku Héru. Zeus prohlédl jeho úmysly, nastražil léčku v podobě oblaku s Héřinou podobou a pak Ixióna přichytil přímo při činu. Následoval tvrdý trest - Ixióna svrhli do Tartaru, vpletli jej do kola, které se stále otáčí. Tak se připojil ke známým mučedníkům Sisyfovi a Tantalovi.
Říká se, že z oblaku byla bohyně Nefelé, která z tohoto příběhu porodila prvního Kentaura.